# Châtenoy-le-Royal
 Châtenoy-le-Royal  es una población y comuna francesa, en la región de Borgoña, departamento de Saona y Loira, en el distrito de Chalon-sur-Saône y cantón de Chalon-sur-Saône-Ouest.

## Demografía
| 2371 | 3781 | 4912 | 5770 | 5692 | 5938 |
| Para los censos de 1962 a 1999 la población legal corresponde a la población sin duplicidades (Fuente: INSEE [Consultar]) |      |      |      |      |      |